# Томпсон, Логан
Логан Томпсон (англ. Logan Thompson; род. 25 февраля 1997, Калгари)  — канадский хоккейный вратарь; игрок клуба НХЛ «Вашингтон Кэпиталз» и сборной Канады по хоккею. Обладатель Кубка Стэнли 2023 года.

## Карьера

### Клубная

#### Молодёжная
На юниорском уровне более трёх сезонов играл за «Брандон Уит Кингз», одержав 63 победы и установив тем самым рекорд по победам. Затем он играл за несколько команд в разных лигах, пока в мае 2019 года не присоединился к «Херши Беарс», за который так и не сыграл ни одного матча, отыграв весь сезон в команде «Саут-Каролина Стингрейз».
13 июля 2020 года подписал с клубом НХЛ «Вегас Голден Найтс» двухлетний контракт новичка. Томпсон был отправлен в фарм-клуб «Голден Найтс» «Хендерсон Силвер Найтс», в котором отыграл полный сезон, но в марте 2021 года был вызван в НХЛ на матч против «Миннесоты Уайлд», где сыграл только 8 минут и отразил два броска по своим воротам. По итогам сезона в АХЛ он получил награду Алдедж (Баз) Бастьен Мемориал Эворд, как лучший вратарь сезона, был включён в Команду всех звёзд и Сборную Тихоокеанского дивизиона.

#### НХЛ
Первый полный матч в НХЛ сыграл 4 января 2022 года против «Нэшвилл Предаторз»; матч закончился победой «Предаторз» со счётом 3:2, в матче он отразил 23 из 26 бросков. 30 января 2022 года подписал с «Голден Найтс» новый трёхлетний контракт. 30 марта 2022 года в матче против «Сиэтл Кракен» оформил свой первый шатаут в НХЛ; матч завершился победой «Вегаса» со счётом 3:0.
В сезоне 2022/23 из-за травм двух основных вратарей Робина Ленера и Лорана Броссуа он стал основным вратарём команды; в ноябре 2022 года он помог «Голден Найтс» выиграть 8 из 10 матчей и был назван новичком месяца. В январе 2023 года он сыграл в своём первом в карьере Матче всех звёзд НХЛ 2023, став вторым вратарём-новичком НХЛ после Джона Гибсона в 2016 году. Большую часть второй половины регулярного сезона он пропустил из-за травмы нижней части тела, которую получил также в марте, восстановившись от ранее полученной травмы. По итогам сезона «Голден Найтс» выиграли первый в истории клуба Кубок Стэнли, но Томпсон не играл в плей-офф из-за травмы, но при этом его имя было выгравировано на Кубке.
29 июня 2024 года был обменян в «Вашингтон Кэпиталз» на 2 выбора в третьем раунде драфта 2024 года.

### Международная
В составе сборной Канады играл на ЧМ-2022, который начал, как основной вратарь, сыграв 4 матча, но затем был заменён на Криса Дригера; на турнире канадцы завоевали серебряные медали.